# Нейроразнообразие
Термин «нейроразнообразие» (англ. neurodiversity) относится к генетической изменчивости в человеческом мозгу относительно общительности, особенности обучения, внимания, настроения и других психических функций в непатологическом смысле. Он был придуман в 1998 году австралийским социологом Джуди Сингер, и эта концепция была популяризирована ею и американским журналистом Харви Блюмом. Термин возник как вызов преобладающим представлениям о том, что некоторые расстройства нервного развития по своей природе являются патологическими, и вместо этого перенимает социальную модель инвалидности, в которой социальные барьеры являются главным фактором инвалидности.
Последующая парадигма нейроразнообразия вызвала споры между сторонниками аутизма и противниками, говорящими, что эта концептуализация аутистического спектра не отражает реалий людей, которые имеют высокие потребности в поддержке.

## История
В статье Нью-Йорк Таймс, написанной американским журналистом и писателем Харви Блюмом 30 июня 1997 года, Блюм описал основы нейроразнообразия, используя термин «неврологический плюрализм». Блюм был ранним сторонником, который предсказал роль интернета в развитии международного движения нейроразнообразия.
Слово нейроразнообразие приписывается Джуди Сингер, австралийскому обществоведу, которая описала себя как «вероятно где-то в аутистическом спектре» и использовала этот термин в своей дипломной работе по социологии, опубликованной в 1999 году. Термин представлял собой уход от предыдущих теорий, обвиняющих матерей в аутизме детей. Сингер переписывалась с Блюмом из-за их взаимного интереса к аутизму, и хотя он не указал Сингер как соавтора, это слово впервые появилось в печати в статье Блюма в журнале Атлантик 30 сентября 1998 года.
Некоторые авторы также отмечают более раннюю работу защитника аутизма Джима Синклера по продвижению концепции нейроразнообразия. Синклер был одним из первых организаторов международного онлайн-сообщества аутистов. Речь Синклера 1993 года «Не печальтесь о нас» подчёркивала аутизм как способ существования: «Невозможно отделить человека от аутизма».
Термин «нейроразнообразие» с тех пор применяется к другим состояниям и приобрёл более общее значение; например, Ассоциация по развитию неврологических отклонений у взрослых (DANDA) в Великобритании охватывает нарушение координации развития, СДВГ, синдром Аспергера и связанные с ними состояния.

## В рамках движения за права инвалидов
Парадигма нейроразнообразия была взята на вооружение людьми с аутистическим спектром. Впоследствии она была применена к другим неврологическим состояниям, таким как СДВГ, речевые расстройства развития, дислексия, диспраксия, дискалькулия, дисномия, умственная отсталость и синдром Туретта; состояниям психического здоровья, таким как биполярность, шизофрения шизоаффективное расстройство, диссоциальное
 расстройство личности, и обсессивно-компульсивное расстройство. Сторонники нейроразнообразия осуждают рассматривание аутизма, СДВГ, дислексии и других расстройств нервного развития как требующих медицинского вмешательства для их «лечения» или «исправления», и вместо этого продвигают системы поддержки, такие как инклюзивные услуги, приспособление среды, коммуникационные и вспомогательные технологии, профессиональная подготовка и поддержка независимого проживания. Цель состоит в том, чтобы люди получали поддержку, которая уважает аутентичные формы человеческого разнообразия, самовыражения и бытия, а не лечение, которое принуждает или заставляет их принимать нормативные представления о нормальности или соответствовать клиническому идеалу.
Сторонники нейроразнообразия стремятся переосмыслить аутизм и связанные с ним состояния в обществе с помощью следующих мер: признание того, что нейроотличия не требуют лечения; изменение языка с текущих обозначений «состояние, болезнь, расстройство», и «расширение понимания здорового или независимого образа жизни»; признание новых типов независимости; и предоставление не-нейротипичным людям большего контроля над своим лечением, включая тип, сроки и необходимость лечения вообще.
В исследовании 2009 года 27 студентов (с аутизмом, дислексией, нарушением координации развития, СДВГ и инсультом) были разделены на две категории самооценки: точка зрения «отличия» — нейроотличие рассматривалось как отличие, включающее набор сильных и слабых сторон; и «медицинское/дефицитное» представление — где нейроразличие рассматривалось как невыгодное медицинское состояние. Они обнаружили, что, хотя все учащиеся сообщили об одинаково трудном опыте обучении в школе, связанным с отчуждением, жестоким обращением и запугиванием, те, кто рассматривал себя с точки зрения отличия (41 % из изучаемой группы), «показали более высокую академическую самооценку и уверенность в своих силах и многие (73 %) выразили значительные карьерные амбиции с позитивными и ясными целями». Многие из этих студентов сообщили, что обрели такое мнение о себе благодаря контактам со сторонниками нейроразнообразия в группах поддержки в Интернете.
Онлайн-опрос 2013 года, направленный на оценку концепций аутизма и нейроразнообразия, показал, что «концепция аутизма дефицит-как-отличие предполагает важность использования аутистических черт выгодными для развития способами, преодоление ложной дихотомии между празднованием отличий и ослаблением дефицита».

### Критика
Парадигма нейроразнообразия является спорной в отношении аутизма. Доминирующая парадигма — та, которая патологизирует человеческий мозг, который отличается от считающегося типичным. С той точки зрения, это медицинские состояния, которые следует лечить.
Распространённая критика заключается в том, что парадигма нейроразнообразия имеет слишком большой охват и что её концепция должна исключать тех, чьё функционирование более серьёзно нарушено. Защитник аутизма и междисциплинарный педагог Ник Уокер, которому приписывают самое детальное определение движения нейроразнообразия и лежащую в его основе парадигму, говорит, что нейроразличия относятся именно к «распространённым нейрокогнитивным различиям», которые «тесно связаны с формированием и конституцией Я», в отличие от таких заболеваний, как эпилепсия.

## Технологии поддержки нейроразнообразия
В настоящее время нет доступных технологий для помощи людям с неврологическими отличиями. Однако было разработано много технологий для обучения таких людей и для того, чтобы помочь им стать такими, которых называют нормальными (нейротипичными).

## Дальнейшее чтение
- Armstrong, Thomas. Neurodiversity: Discovering the Extraordinary Gifts of Autism, ADHD, Dyslexia, and Other Brain Differences (англ.). — Boston: Da Capo Lifelong, 2010. — P. 288. — ISBN 978-0738213545.
- Armstrong, Thomas. Neurodiversity in the Classroom: Strength-Based Strategies to Help Students with Special Needs Succeed in School and Life (англ.). — Alexandria, VA: Association for Supervision & Curriculum Development, 2012. — P. 188. — ISBN 978-1416614838.
- Silberman, Steve. Neurodiversity Rewires Conventional Thinking About Brains (англ.) // Wired : journal. — 2013. — 16 April.
- Reitman, Harold. Aspertools: The Practical Guide for Understanding and Embracing Asperger's, Autism Spectrum Disorders, and Neurodiversity (англ.). — Deerfield Beach, FL: HCI Books, 2015. — P. 240. — ISBN 9780757318542.